# Strosteeg
De Strosteeg is een straat in het centrum van de Nederlandse stad Utrecht.
De straat is zo'n 150 meter lang. Ze begint bij de Oudegracht en loopt door tot de Springweg. Ze bestond al omstreeks 1300. 
In de eerste decennia van de 20e eeuw bevonden zich in de Strosteeg onder andere de Kunstaardewerkfabriek St. Lukas en de Pottenbakkerij De Vier Paddenstoelen. Rond de jaren 1970 zijn tal van panden gesloopt in de straat. In die periode is ook onder meer een parkeergarage (circa 1972) gebouwd. Omstreeks 1993 werd de parkeergarage voorzien van beeldhouwwerken van Albert Termote die afkomstig zijn van een Utrechts Rabobank-filiaal. In 2012 werd een tegeltableau getiteld Lof der Keramiek onthuld in de straat met verwijzingen naar aardewerkbedrijven op deze locatie. In 2021 volgde een muurschildering van de natuurkundige Caroline Emilie Bleeker.

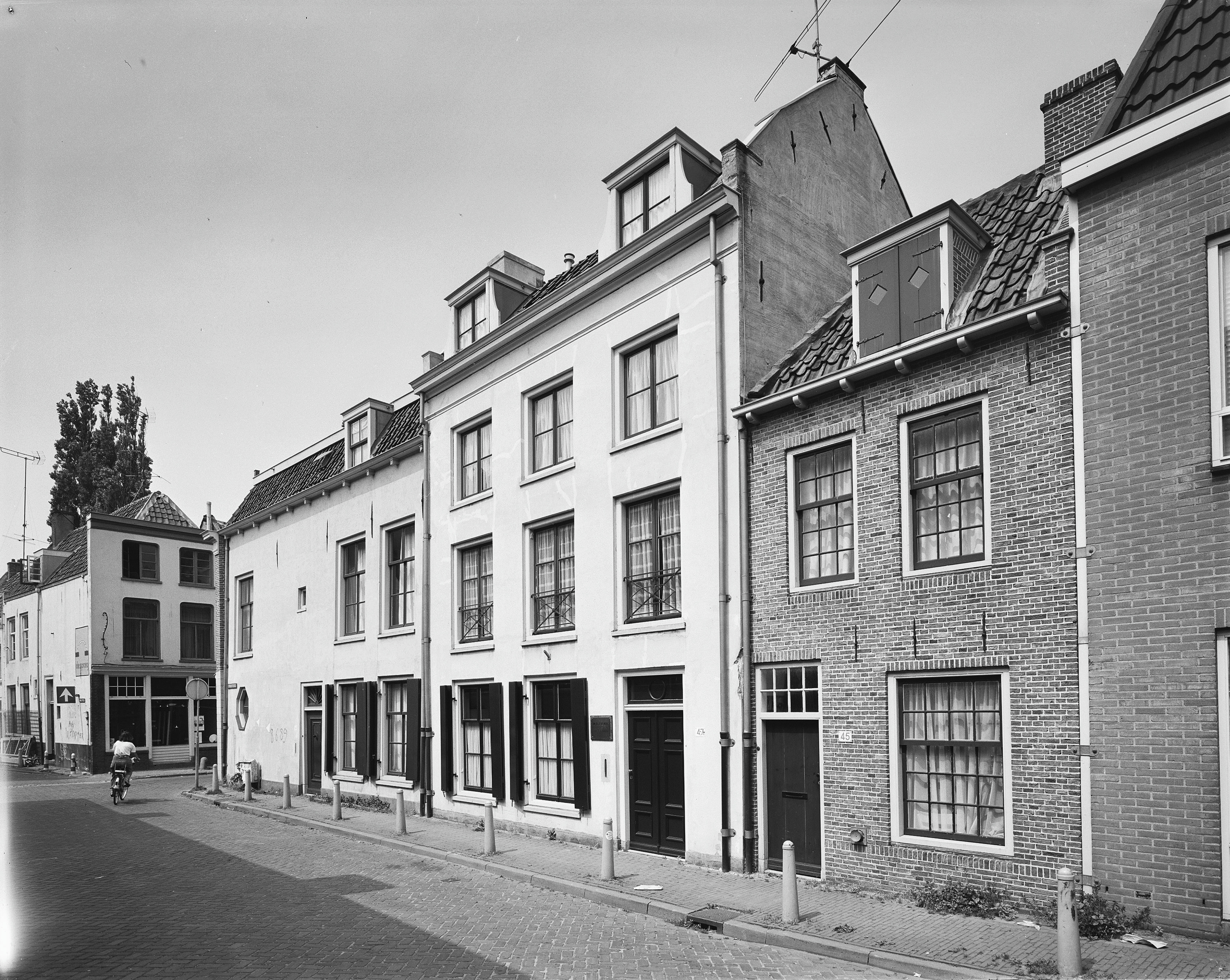
Strosteeg 45-49 in 1986.